# Старицкий кремль
Старицкий кремль — исторический центр древней Старицы, расположен на северо-западной окраине современного города, в Старицком районе Тверской области, на мысу при впадении реки Старчонка в Волгу.

## История

### Средние века
Старица впервые упомянута в летописи под 1297 году: «Срублен бысть городок на Волзе, ко Зубцову, на Старице», будучи в составе Тверской земли. При князе Михаиле Александровиче в 1366 году было проведено значительное укрепление Старицкой крепости: был вырыт 178-метровый ров глубиной 7 метров с валом в 4,5 м толщиной и устроен тайный водовод. Площадь городка составляла около 52 тыс. м². В этот период Старица стала крупным торговым и ремесленным центром, к концу столетия увеличившись почти в три раза. В 1375 году Старица на короткий период была взята московским войском Дмитрия Ивановича Донского. В 1391 году к кремлю с юго-восточной стороны был пристроен окольный город — вторая линия валов с деревянными стенами и башнями, опоясанными кольцом широких рвов. В 1335—1398 годах был построен каменный Архангельский собор, а в 1403—1404 по указу князя Ивана Михайловича — церковь Николы.

### Новое время
В XVI веке, когда Старица вошла в состав единого Русского государства, кремль назывался Рубленым городом, а прилегающая к нему часть крепости — острогом. Общая протяжённость стен крепости, включавших Рубленый город и острог, составляла почти 2,5 км. Высота земляных валов составляла до 8 м, а рвы насчитывали в ширину до 20 м и в глубину до 7 м. В 1505 году Старица была передана в удел младшему сыну Ивана III Андрею, в результате чего город стал центром Старицкого княжества. Возможно, именно в это время в Старицком кремле возвели двухэтажную каменную палату, простоявшую до 1632 года. Её фундаменты были вскрыты при раскопках в 1903 году.
После того как Старица была отобрана Иваном Грозным у Владимира Старицкого, она стала одной из любимых резиденций царя. В это время в кремле Старицы возвели большой деревянный царский дворец. Интенсивное строительство на царские пожертвования велось и в Старицком Успенском монастыре на противоположном берегу Волги. Обнесённый дубовыми стенами, монастырь мог служить передовым форпостом крепости. В 1581 году в Старицком кремле Иван Грозный принимал папского посланника Антонио Поссевино, способствовавшего подписанию Ям-Запольского мира и завершению Ливонской войны.

Борисоглебский собор XVI века

Проезжавший через Старицу в 1602 году голштинский посол Аксель Гюльденстиерне писал, что в ней имеется большая пространная крепость. В 1609 году она была сожжена польско-литовскими интервентами на службе у Лжедмитрия II, вероятно отрядом Александра Зборовского. Тогда же был разрушен и Архангельский собор.
В 1631 году Старицкую крепость начали рубить заново. В строительстве под руководством городового мастера Ивана Ододурова принимали участие мастера из Ржева, Зубцова и Волоколамска. Однако достроенная в 1633 году крепость вновь сгорела в 1638 году. Вновь крепость поставили только в 1666 году по указу царя Алексея Михайловича, однако она охватывала лишь территорию Рубленого города, тогда как укрепления острога более не возобновлялись. 
Несмотря на наличие залежей высококачественного белого камня, укрепления кремля всегда был деревянными. По описным книгам конца XVII века Старицкий кремль был окружен стенами из деревянных срубов, забитых глиной и известью, длиной 599,5 сажен, с 13 башнями (2 проездных, 11 глухих, 3 башни имели сторожни, 1 — тайник-сход к реке Старица). Самой высокой башней была наугольная Рыльская башня высотой более 55 м.
Старицкий кремль просуществовал до XVIII века. В данный момент остатки крепости состоят из Старого городища (кремля) и Нового городища (острога), обнесённых по периметру хорошо сохранившимися валами. Высота валов над уровнем Волги доходит до 80 метров. Старое городище сейчас пустует, среди утраченных памятников Старого городища следует упомянуть уникальный пятишатровый Борисоглебский собор, построенный в 1558—1561 годах по указу князя Владимира Андреевича Старицкого; на Новом городище сохраняется недействующие Борисоглебский собор со Спасской колокольней XIX века, построенные в классическом стиле, братская могила погибших в ВОВ и пара жилых строений советского периода. На въезде в кремль, в основании валов Нового городища сохраняются белокаменные кузницы 1792 года, сам въезд замощен брусчаткой.